# B-61戰術核子彈
B61戰術核子彈是一種於冷戰時期研發的美軍戰機用戰術核武，B61具有可變當量設計其各種型號的當量為0.3千噸至34万噸（1當量為1千噸(kT)黃色炸藥）。

## 發展
B61，1968年前命名為TX-61，初始設計於1963年。由新墨西哥州洛斯阿拉莫斯國家實驗室設計。多數技術來自1961年的一項輕型核武專案。工程細節於1965年開始設計，1968達成專案量產能力。當B61還是機密級武器時，機組員不准在無線電通訊中直接稱呼其為「B61」。通常用代號「shape」，「銀子彈」，或是「外帶包裹」稱呼。
最新版為B61 Mod 11，於1997生產，是一種反碉堡钻地核彈，依據彈頭當量可以做為戰術或戰略核彈。美军宣布将对B61进行升级，为其加装JDAM所使用的制导组件以提高命中精度。

2015年7月美國在內華達沙漠公布測試了B-61-12型延壽核彈，更新了衛星定位的準度，可以加強其碉堡鑽地攻擊的精準度。
- B-61-12型戰術核彈更新要點：
  - 增加安全與保險裝置

  - 可自動調整方向的新式尾翼

  - 新型導航系統

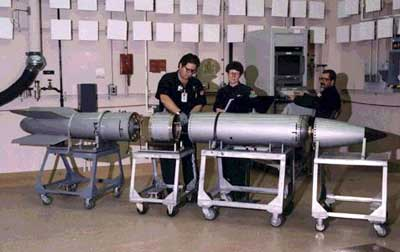
大部分解
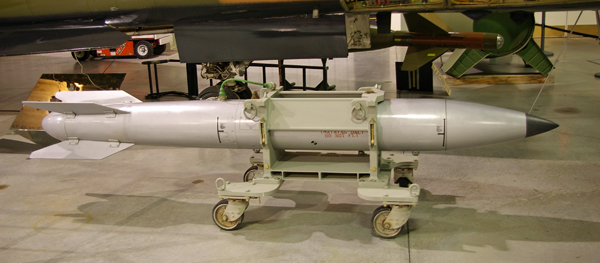
B-61延壽型
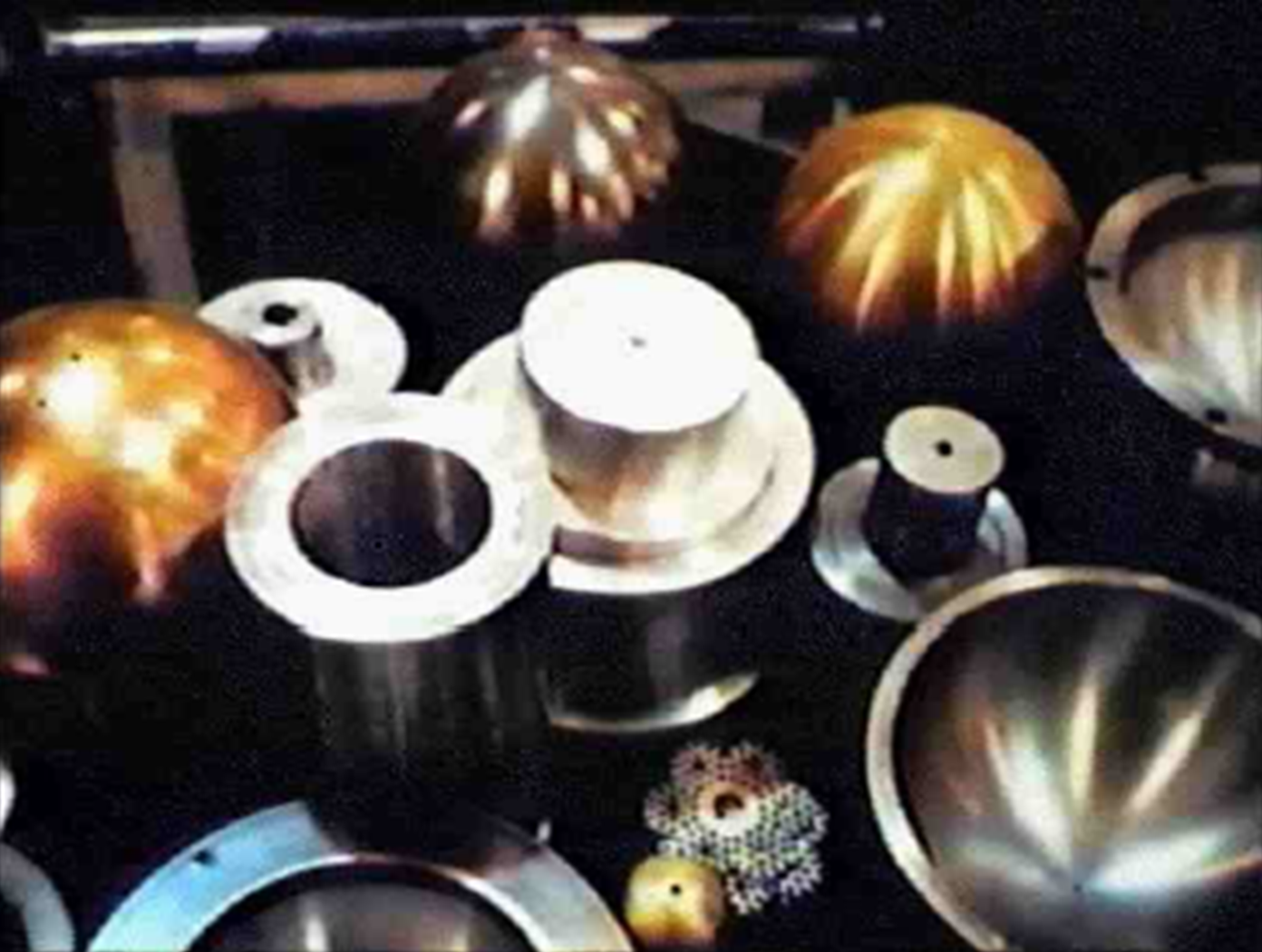
B61彈頭內的引爆核材料
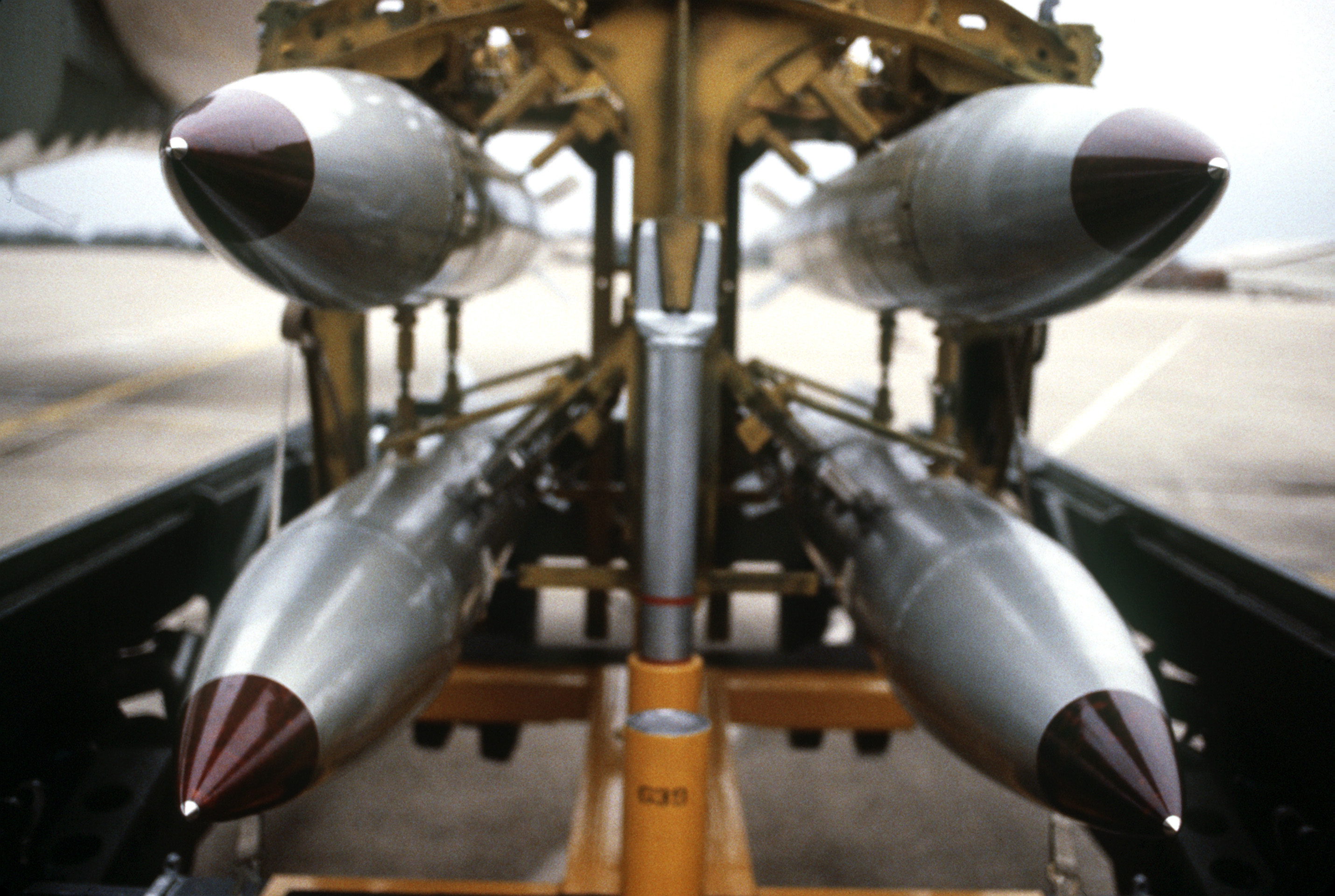
運輸掛架

## 外部連結
- Declassified B61 storage facility tour（页面存档备份，存于）
- "Developing and Producing the B-61"（页面存档备份，存于）, official AEC film
- B61 information at Carey Sublette's NuclearWeaponArchive.org
- B61 information at GlobalSecurity.org（页面存档备份，存于）
- B61-11 Concerns and Background from the Los Alamos Study Group, an anti-nuclear weapons organization
- Low-Yield Earth-Penetrating Nuclear Weapons（页面存档备份，存于） by Robert W. Nelson, Federation of American Scientists, January/February 2001, Volume 54, Number 1